# Kleothera
Kleothera (altgriechisch Κλεοθήρα Kleothḗra) ist in der griechischen Mythologie die Tochter von Pandareos und Harmothoë.
Nach dem Tod des Vaters wurde sie zusammen mit ihrer Schwester Merope unter anderem von Aphrodite und Athene aufgezogen. Sie wurde von den Harpyien geraubt und arbeitete fortan für die Erinyen als Dienerin.